# Guri Schanke
Guri Annika Schanke (Østlandet, 14 dicembre 1961) è una cantante e attrice norvegese.
La carriera di attrice ha inizio nel 1982 al Teatro Nye di Oslo, prendendo poi parte a numerosi musical tra cui I miserabili e Annie Get Your Gun. Nel 2007 si aggiudica la vittoria al Melodi Grand Prix con la canzone Ven a bailar conmigo. Il 10 maggio 2007 rappresenta la Norvegia all'Eurovision nell'edizione tenutasi ad Helsinki.
Ha prestato la propria voce nel doppiaggio di numerosi film Disney tra cui:
- Pocahontas
- La sirenetta
- La carica dei 101
- Gli Aristogatti
- Oliver & Company